# Röstigraben

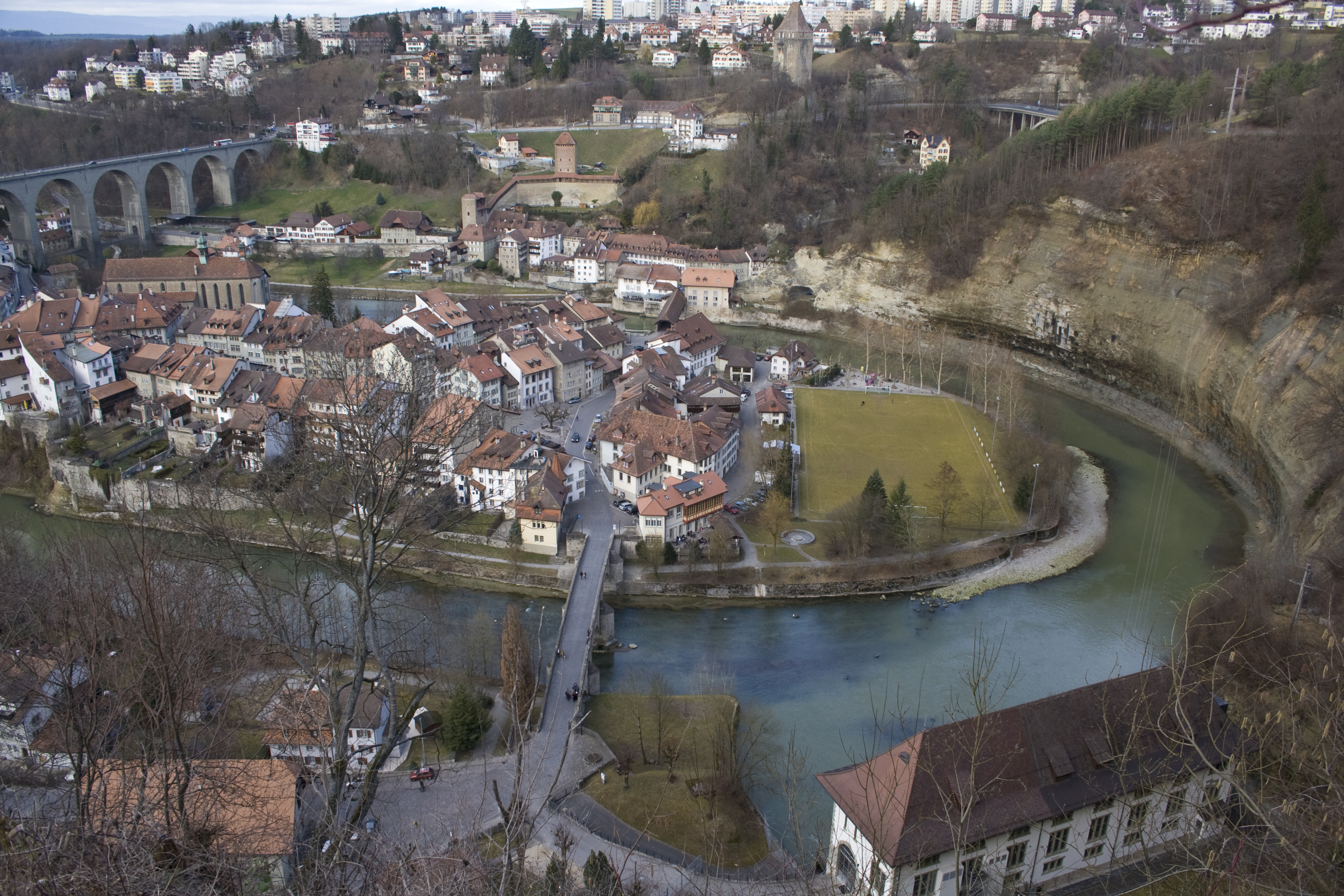
La Sarine, ici à Fribourg, marque le Röstigraben.

« Röstigraben » /'ʁø:ʃtigʁɑ:bən/ (littéralement « fossé des Rösti » ; traduit par barrière des Rösti ou rideau des Rösti) est une expression d'origine suisse alémanique qui désigne les différences de mentalité, de langue et d'éventuels clivages politiques entre la Suisse romande francophone et la Suisse alémanique germanophone. Elle tient son nom des rösti, qui sont une galette de pommes de terre, typique de la Suisse alémanique.
La perception même de la différence varie en Suisse romande avec l'image d'une « barrière », ou d'un « rideau », plutôt que du « fossé ». Il est vraisemblable que l'expression « Rideau de fer » ait induit une analogie conduisant à l'expression « Rideau de rösti ». Les deux expressions « Rideau de rösti » et « Röstigraben » désignent ainsi un même phénomène mais ne correspondent pas à une traduction littérale.

## Origines
L'expression Röstigraben apparaît durant la Première Guerre mondiale, durant laquelle l'opinion suisse se retrouve divisée : les uns sympathisent avec les Français, les autres avec les Allemands.
Cependant, ce n'est qu'à la fin des années 1970 que l'expression devient populaire. La première trace écrite apparaît en 1979 dans un article polémique de la revue Sprachspiegel qui vitupère l'emploi de l'expression « Röstigrenze » (frontière des Rösti).

### Étymologie
Röstigraben provient donc des Rösti, spécialité culinaire de Suisse alémanique. Cependant, si le Röstigraben désigne un fossé ou une barrière culturelle entre les Suisses alémaniques et les Romands, les Rösti sont désormais appréciés partout en Suisse et, à ce titre, on peut désormais y voir au contraire une référence culturelle commune au pays. C'est que, tout le long du Röstigraben, force vocables commodes ont été adoptés chez les uns par les autres. Les Rösti passent pour être d'origine bernoise, faits de pommes de terre bouillies et des morceaux de lard émincés grillés dans du saindoux ; son mode de préparation, toujours à base de pommes de terre cuites ou crues, diffère selon les régions du pays.

## Localisation de la limite linguistique

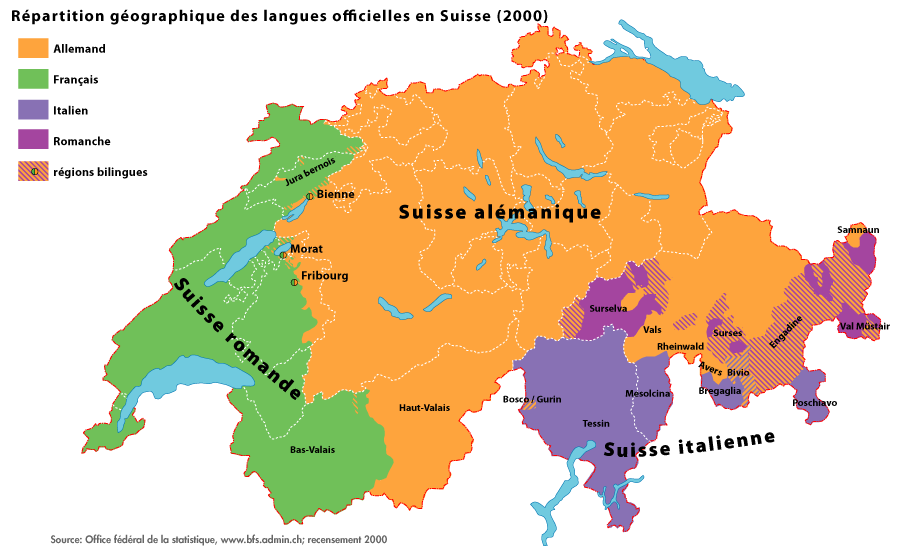
Limite linguistique au XXIe siècle :
Suisse romande
Suisse allemande

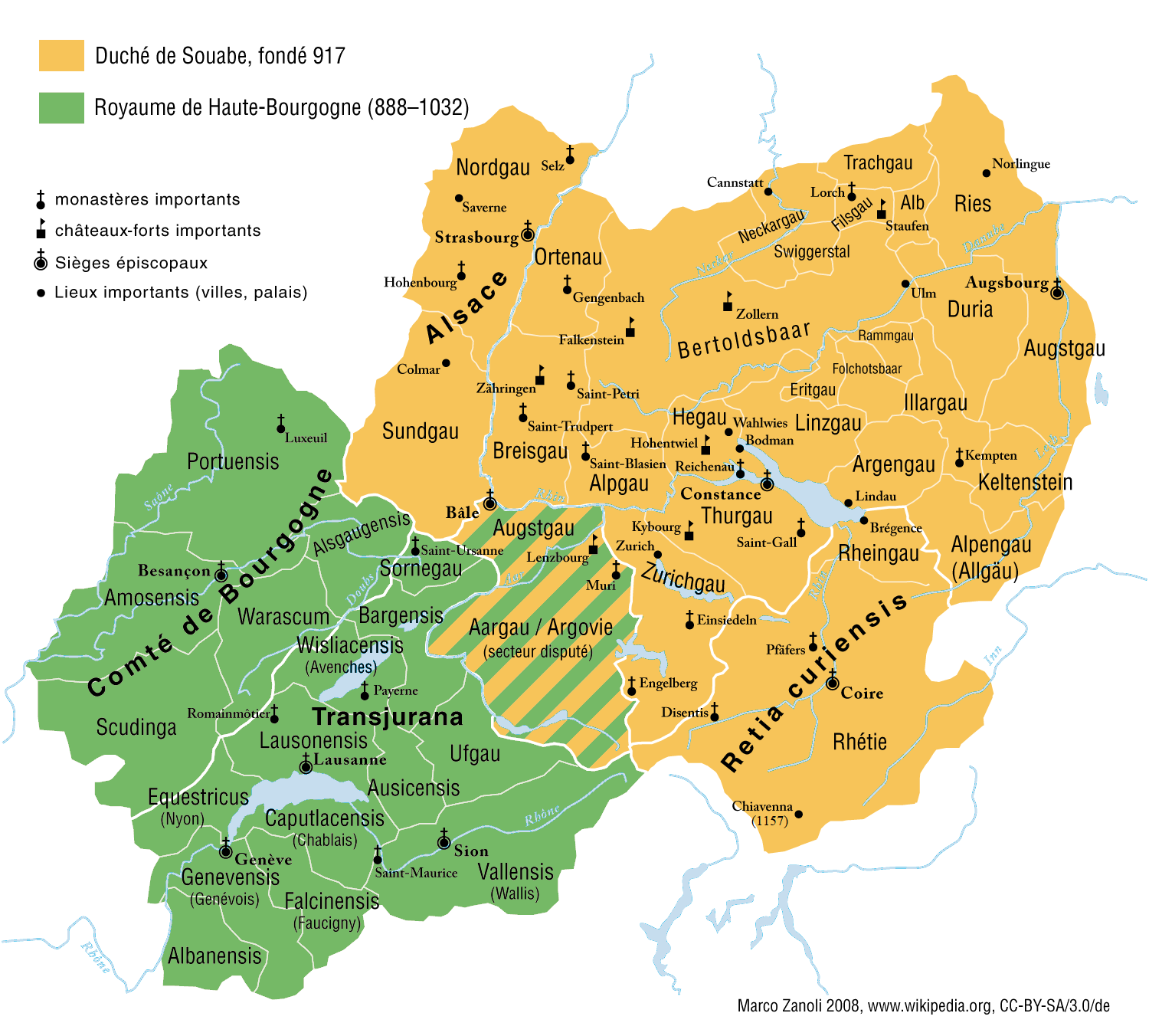
Limite linguistique au cours du Xe siècle.
Burgondes
Alamans

La frontière linguistique entre le français et l'allemand coupe la Suisse selon un axe nord-sud : elle part des vallées du Jura au nord-ouest, passe vers les lacs de Neuchâtel et Morat, traverse le Plateau suisse en longeant la Sarine puis remonte vers les Alpes fribourgeoises, vaudoises et valaisannes du nord, dont elle longe les crêtes. Ensuite, la frontière coupe la vallée du Rhône jusqu'à l'Italie entre la commune d'Évolène et celle de Zermatt.
Traversé par la limite des langues, le plateau suisse est un exemple de limite linguistique qui ne coïncide pas avec celles des régions naturelles. 
C'est dans l'histoire que son origine se trouve : elle provient des premières incursions barbares, qui ont repoussé vers le sud la population romanisée dès la fin du IIIe siècle. Le territoire suisse était alors occupé à l'ouest par les Burgondes et à l'est par les Alamans. Au début du Haut Moyen Âge, c'est l'Aar qui forme la frontière linguistique entre les aires burgonde et alamane, et le territoire entre l'Aar et la Sarine devient au VIIe siècle une zone de contact entre les langues.
L’allemand gagne encore un peu de terrain dans les siècles suivants. La frontière linguistique se stabilise au XIIe siècle. Depuis cette époque, les gains territoriaux de l’allemand sur le Plateau suisse sont mineurs, il progressera encore un peu en Valais. 

## Usage de l'expression

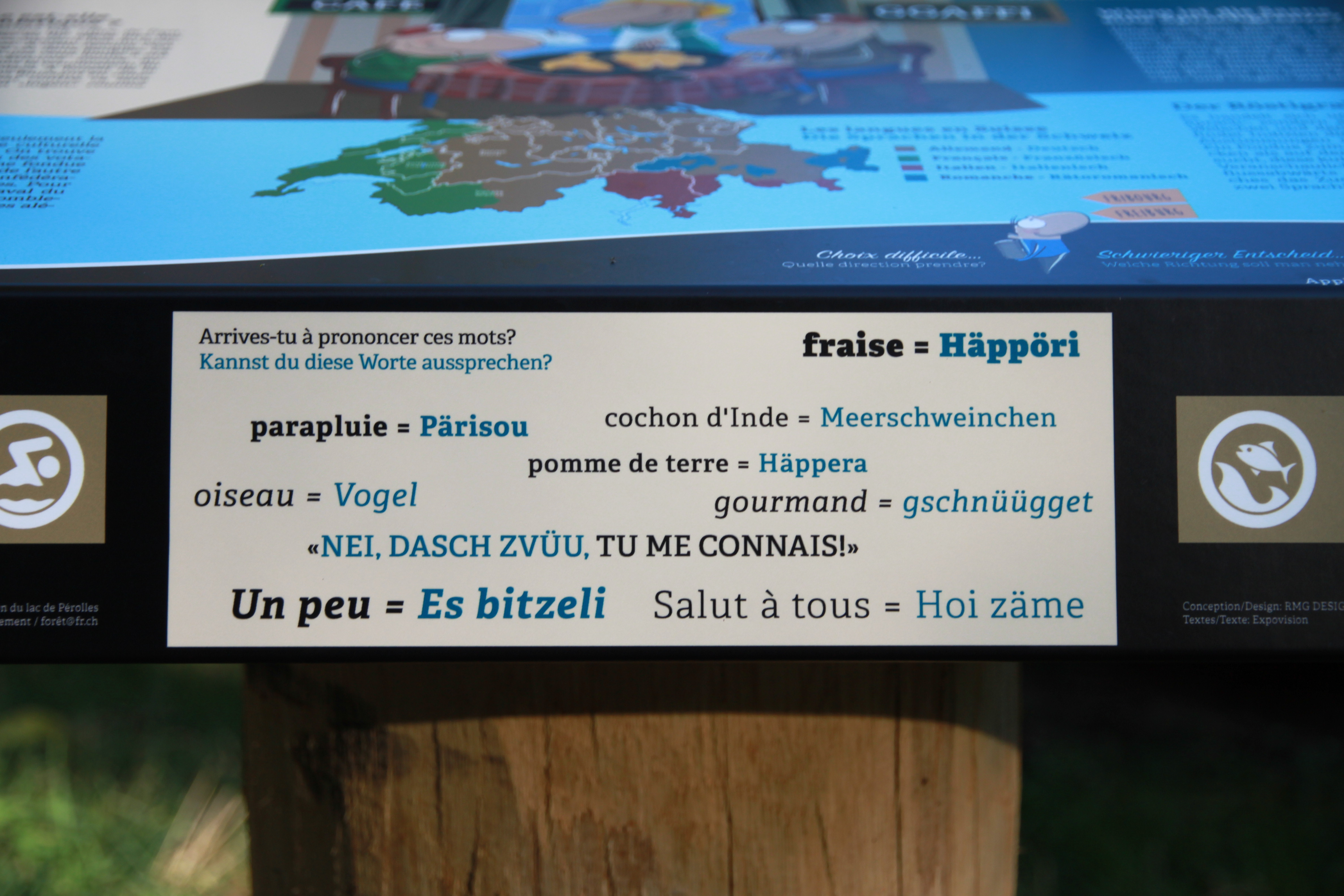
Exemple de bilinguisme avec le français et le dialecte germanique local dans la zone de contact du Röstigraben à Fribourg

Le thème du Röstigraben ressurgit périodiquement dans la presse. Lors des votations fédérales en particulier, elle est l'une des explications évoquées en cas de résultats différents entre les deux grandes parties du pays. Dans les affaires sociales et en politique étrangère, la Suisse romande se perçoit comme moins conservatrice que la Suisse alémanique. Pour les questions touchant les transports ou l'environnement, la tendance s'inverserait. 
Le Röstigraben perd de l'importance dans les années 2000 : les résultats des votations et les idées politiques et économiques tendent à s'uniformiser.
L’explication trouve donc ses limites car les préoccupations sont les mêmes de part et d’autre de la frontière linguistique. Ainsi, les différences économiques et culturelles entre ville et campagne, entre jeunes et vieux sont réelles et peuvent passer pour problématiques, alors que les différences linguistiques et culturelles, tout aussi réelles, sont valorisées comme un facteur de richesse pour la Suisse[À attribuer].

## Dérivé:Coronagraben
Lors de la pandémie de Covid-19 en 2020, les médias suisses s'inspirent du terme röstigraben pour créer le néologisme de coronagraben,. En effet, aussi bien durant la première (printemps) que durant la seconde (automne) vague de contaminations, les taux d'incidence observés entre les régions latines (notamment romande) et alémaniques sont sensiblement différents : les zones alémaniques étant bien moins impactées par le virus que les zones latines.
Durant la seconde vague, les médias observent également que cette différence n'est pas spécifique aux cantons : les cantons bilingues présentent une différence entre les taux d'incidence de leurs régions alémaniques et romandes.
Ces variations entre zones linguistiques entraînent une perception contrastée de la pandémie et de ses impacts économiques et sociaux au sein du pays. Les populations des cantons romands et italophones connaissant des mesures de confinement et fermeture plus sévères que leurs voisins alémaniques ainsi qu'une saturation plus importante de leur système hospitalier et une surmortalité plus importante.

## LaBrünig-Napf-Reuss-Linie

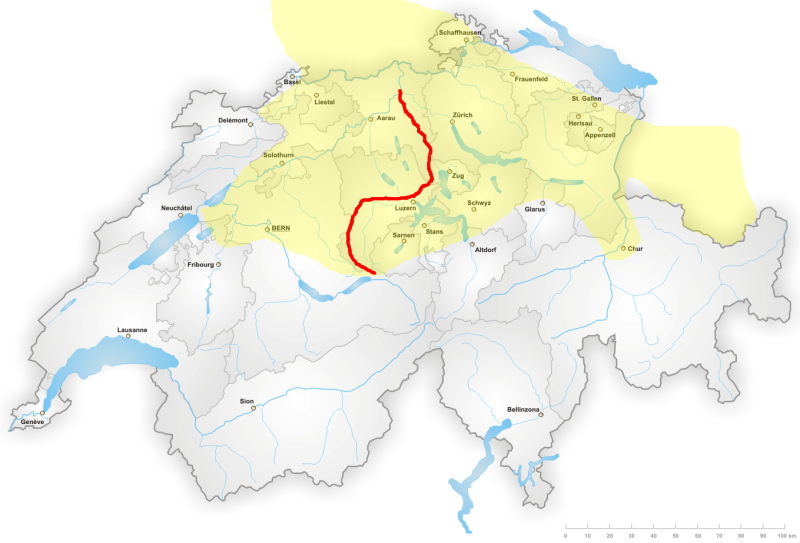
La limite culturelle Brünig-Napf-Reuss-Linie

La ligne Brünig - Napf - Reuss est une limite culturelle située entre 50 et 100 km à l'est de la frontière linguistique. 
L'Argovie correspondrait au secteur disputé autrefois entre les Alamans et les Burgondes.
Dans un article de 1947, Richard Weiss interprète des données de l'Atlas de Folklore suisse et propose une frontière culturelle entre la Suisse orientale et la Suisse occidentale qu'il situe approximativement sur cette ligne,.
Les us et coutumes divergent de part et d'autre de cette ligne. Par exemple, on joue au Jass partout en Suisse, mais pas avec les mêmes cartes : à l'ouest, ce sont les cartes à enseignes françaises (carreau, cœur, pique et trèfle) dont on se sert, alors qu'à l'est, ce sont des cartes à enseignes allemandes (Schellen, Schilten, Rosen et Eichel).

## Différenciation culturelle
Le plateau suisse est le lieu de rencontre de différentes cultures apportées par le bassin du Rhône ou celui du Rhin. L'archéologie révèle par exemple que, pendant l'Âge du bronze, la façon de planter les pieux des villages lacustres diffère : au sud-ouest, région de Concise, on se contentait de planter les pieux dans le sol, alors qu'au nord-est, région de Zurich, on bloquait les pieux par une semelle mortaisée posée à même le sol.
Au IIIe siècle, les Celtes habitant le plateau suisse utilisent des pièces de monnaie qui sont frappées d'un « huit » couché au sud-ouest, alors qu'au nord-est c'est une sorte d'oiseau qui les illustre.
Avant la naissance de l'État fédéral en 1848, circulaient en parallèle des francs genevois, des batz vaudois ou neuchâtelois et des florins zurichois, lucernois ou des Blutzger grisons. Avec la nouvelle constitution, l'État impose aux Suisses une monnaie unique : les Romands avec les Bâlois, préféraient le modèle du franc français, tandis que les Alémaniques en tenaient pour le florin du sud de l'Allemagne. Après en avoir débattu, le choix se porte pour la création d'un franc suisse, jugé plus simple,.
Selon l'Atlas de Folklore suisse de 1953, en Suisse romande et au Tessin on prépare les röstis avec de l'huile alors qu'en Suisse alémanique on utilise du beurre ou du saindoux.
La pratique des jeux traditionnels tels que la lutte à la culotte, le tirer à la corde et le lancer de la pierre (voir la pierre d'Unspunnen) sont beaucoup plus populaires en Suisse alémanique.
En 1963, l'Atlas de Folklore suisse fait ressortir les différentes perceptions des légendes :
- en Suisse romande, c'est le Loup que l'on évoque pour faire peur aux petits enfants, ainsi que des personnages réalistes comme le Gendarme, ou le Ramoneur ;
- en Suisse alémanique, c'est la Chouette (die Eule) ou des créatures légendaires comme la Femme de la nuit (Nachtfräuli[12]) et l'Homme au crochet (der Haaggemaa[13],[f 9]).

### Refus de l'EEE
Le 6 décembre 1992, les citoyens refusent l'adhésion de la Suisse à l'Espace économique européen (EEE). Dans le climat émotionnel qui suit l'annonce du résultat, les analystes fustigent le clivage « culturel » entre Romands et Alémaniques. Les Romands, plus les cantons de Bâle-Ville et Bâle-Campagne, ont voté pour l'adhésion, et les cantons de Suisse alémanique contre, les cantons bilingues (Berne, Fribourg et Valais) étant eux-mêmes partagés selon la ligne du « Röstigraben ».
Les nombreuses votations en Suisse permettent d’avoir une image de la société. Les votations sur le sujet de l’automobile ou sur les affaires sociales par exemple font ressortir les différences de sensibilité, les Romands étant plus attachés à l’automobile et à la redistribution politique dite « sociale » que les Alémaniques.

### Initiative sur l'allègement des primes maladies
Le 9 juin 2024, la question du Röstigraben est réactualisée lors d'une votation pour limiter les primes maladies à 10 % du revenu des ménages, à la suite d'une Initiative populaire du parti Socialiste. Les cantons romands (et le Tessin) votent tous en faveur de l'allègement, alors que tous les cantons alémaniques à l'exception de Bâle-ville rejettent l'initiative. Ces résultats donnent lieu à des tensions, dans un contexte où les habitants des cantons de Suisse allemande paient en moyenne des primes moins élevées que leurs homologues romands .  

## Ce qui unifie

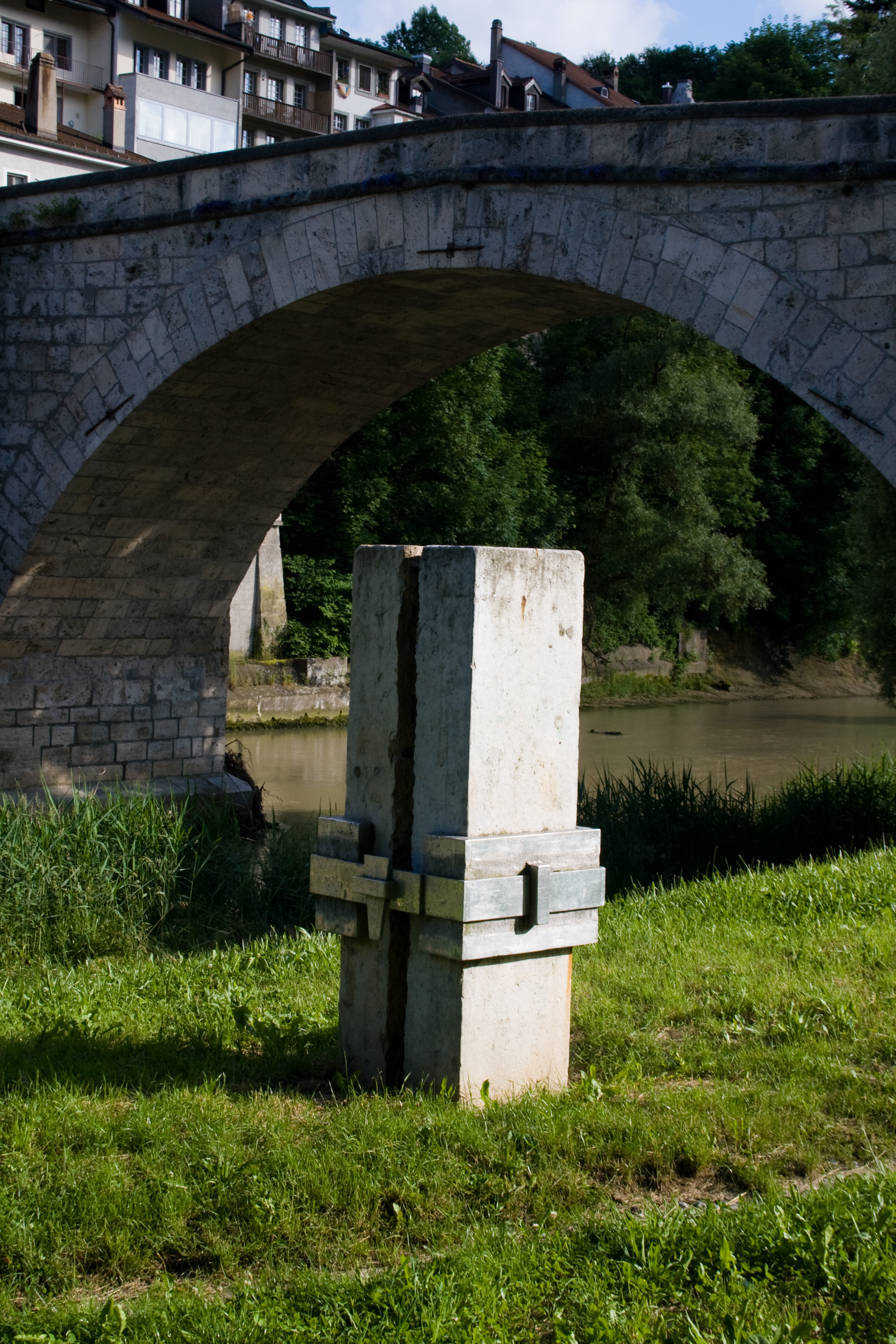
Monument au « Röstigraben » à Fribourg, œuvre d'André Bucher

La Suisse s'est construite lentement et par étapes au cours des siècles, ce qui a permis l'intégration des différentes cultures. Les cantons ont préservé une importante autonomie. La structure fédéraliste de l'État empêche les divergences entre groupes linguistiques. L'éducation, par exemple, est du ressort cantonal.
L'État fédéral est soucieux des minorités et de l'équilibre entre les régions et, par exemple au Conseil fédéral, on veille à ce que les Latins soient toujours représentés dans une proportion équitable. La même règle s'observe pour toutes les institutions étatiques et constitue une véritable culture politique suisse.
Romands et Alémaniques partagent des valeurs communes : Guillaume Tell, le Grütli sont vénérés partout en Suisse même à la fin du XVIIIe siècle à Genève, Lausanne ou Neuchâtel avant la Suisse actuelle. Les Alpes et la culture alpine sont communes.
Certaines spécialités culinaires alémaniques ont été adoptées par les Romands et inversement. Les rösti, plat originaire de Berne, est appréciée dans toute la Suisse. La fondue, d'abord inconnue en Suisse alémanique, et la raclette, plat typique du Valais, sont maintenant consommées partout.